# 터치! 봄버맨랜드
터치! 봄버맨랜드(Touch!ボンバーマンランド, Touch! Bomberman Land)는 허드슨 소프트가 닌텐도 DS용으로 개발한 퍼즐게임이다. 일본에서 처음으로 발매되었고 미국, 캐나다, 유럽에서 차례로 발매되었다. 대한민국에는 2007년 4월 26일에 발매되었다. 희망소비자가격은 33,000원이다.
일본에서는 터치! 봄버맨랜드 DS로 불리며 북미와 유럽에서는 봄버맨랜드 터치!(Bomberman Land Touch!)라는 이름으로 발매되었다. 터치! 봄버맨랜드는 봄버맨랜드 시리즈 중 처음으로 일본이외의 지역에서 발매가 된 게임이다.